# انجمن آهنگسازان، پدیدآوران و ناشران آمریکا
انجمن آهنگسازان، پدیدآوران و ناشران آمریکا (انگلیسی: American Society of Composers, Authors and Publishers) که به‌طور خلاصه اَسکَپ (ASCAP ‎/ˈæskæp/‎) خوانده می‌شود، یک سازمان غیرانتفاعی آمریکایی است کارش دفاع از حقوق حرفه‌ای و حقوق نشر و تکثیر، برای آهنگسازان، تهیه‌کنندگان و پدیدآوران و ناشرانِ موسیقی است.

اَسکَپ پول‌های مربوط به اجازه‌نامه فروش موسیقی را از کاربران و استفاده‌کنندگان آن جمع‌آوری کرده و به صورت بهره مالکانه به صاحبان و پدیدآوران آن بازمی‌گرداند و در این میان مبلغی را به عنوان هزینهٔ ارائه سرویس برای خود برمی‌دارد.